# Museu del Tabac - Antiga fàbrica Reig
El Museu del Tabac - Antiga fàbrica Reig avui en dia Museu Fàbrica Reig és una antiga fàbrica de tabac situada a Sant Julià de Lòria. La fàbrica, actualment museïtzada, va funcionar del 1909 fins al 1957. El visitant és guiat per un recorregut de la fàbrica en el qual s'expliquen els diferents processos de treball amb el tabac, la manufactura dels productes i la seva comercialització.

## Museu Fàbrica Reig
El Museu del Tabac és una iniciativa de la Fundació Julià Reig i neix amb vocació de recuperar i difondre la complexa realitat del tabac a Andorra al llarg del segle xx. Per aquesta raó s'ha recuperat i adequat un espai tan simbòlic com emblemàtic com és l'antiga fàbrica Reig, abans coneguda com a cal Rafeló, que d'ençà que obrí les portes el 1909 ha vist com molts homes i dones de Sant Julià elaboraven amb les seves mans picadures, caliquenyos i cigarretes per vendre dins i fora del país. L'antiga fàbrica va tancar les portes el 1957, quan s'obrí una fàbrica nova més gran i més moderna que va finalitzar la seva activitat industrial el 2007.
Els continguts dels diferents espais del Museu són descrits per dues veus, d'home i de dona. Unes veus que recorden la dècada dels anys 30 i 40, temps de convulsions, i que ens ajuden a entendre tant la lògica de les primeres fàbriques de tabac com l'evolució i la modernització tècnica i productiva que van experimentar i que, d'alguna manera, simbolitzen els temps moderns que s'apropaven. Finalment, el discurs local de la qüestió del tabac a Andorra es fon amb la història i la cultura del tabac al món.
L'adequació de l'antiga fàbrica Reig en Museu, significa la creació d'un espai per a la memòria històrica del país i d'un centre documental i de referència per a tothom que vulgui conèixer tot el que fa referència al tabac al camp, a l'assecador, a la fàbrica i al comerç amb relació a la història recent i la cultura andorranes. Així mateix neix amb la vocació de crear un espai de trobada i de dinamització cultural per al poble de Sant Julià de Lòria i vol esdevenir una infraestructura turística de prestigi per a Andorra.

### Exposició permanent
El Museu Fàbrica Reig consta de tres espais repartits de la manera següent:
- Espai 1. Del camp a la fàbrica. La preparació de la fulla. Ocupa tota la planta baixa de la fàbrica vella que es divideix en dues àrees: una destinada a tot allò que passa abans de l'arribada del tabac a la fàbrica i l'altra destinada a les aromes i la fermentació del tabac. El primer àmbit es concep amb un audiovisual projectat en el mateix espai expositiu. La projecció, d'uns 3-4 minuts de durada, ens explica l'origen de la planta, el cultiu i ens introdueix a la fàbrica i a l'espai expositiu on es parla de la compra del tabac. Seguidament es presenta l'elaboració de les aromes que, juntament amb les fermentacions, eren els secrets més ben guardats de les fàbriques. D'aquests dos processos depenia, en gran part, la qualitat i el gust del producte final. Aquest darrer espai conserva l'entramat original de fustes foradades que permetia una fermentació correcta del tabac.

- Espai 2. La transformació de la fulla. L'administració i el treball a la fàbrica. Ocupa la primera planta de la fàbrica vella, amb 114 m2 de superfície. En aquest espai s'explica el procés de preparació del tabac previ a l'elaboració dels productes: el picat, el ventat, la torrefacció... També es tracta la relació de la fàbrica amb la casa i la família propietària, ja que s'hi conserva una de les portes que comunicava la fàbrica amb la casa. També es troba en aquest espai l'antiga porta principal de la fàbrica, que dona directament a l'antic carrer principal de la població. Aquesta circumstància ens permet de parlar, també en aquest espai, de la relació entre les fàbriques de tabac i el poble i de com una gran part de la seva població hi estava relacionada.

- Espai 3. La manufactura. Els productes. Ocupa la segona planta de la fàbrica i s'hi presenta l'elaboració de tres tipus de productes: La “rajola” de picadura, els cigarrets i els cigars d'escafarlata. Aquestes activitats són presentades tant des del seu aspecte tecnològic –mitjançant la projecció en pantalles de la fabricació d'aquests productes– com des d'una vessant més humana, amb la intenció de reflectir l'ambient que es vivia en les zones on es desenvolupaven aquestes activitats. El tabac a Andorra i el tabac al món. Trencant amb el ritme de la visita a la fàbrica, enllacem el discurs amb un espectacle multimèdia, que es projecta en un espai buit, amb les parets recobertes de policarbonat. Aquest audiovisual està estructurat en tres parts, la primera de les quals fa referència a la comercialització del tabac a Andorra. El discurs es desenvolupa al voltant del concepte de frontera, que és un dels elements clau per entendre l'intercanvi transfronterer. La segona part ens introdueix al vessant més històric de la indústria del tabac a Andorra. L'existència d'altres fàbriques en la població il·lustra la importància que aquest producte va tenir per al desenvolupament socioeconòmic del país. Per acabar anem més enllà de les nostres fronteres i expliquem aspectes més genèrics del tabac com són el descobriment de la planta, el negoci del tabac al món, la publicitat, el tema de la salut...

### Exposicions temporals
El Museu compta amb dos espais reservats per a l'organització d'activitats i exposicions temporals destinades a completar el missatge i que, al mateix temps, actuïn com a motor de dinamització del Museu. Amb l'objectiu d'apropar l'art i la cultura al nostre poble i el nostre país, el Museu del Tabac ha treballat per tal que, com a mínim, una de les exposicions programades anualment sigui d'artistes coneguts a nivell internacional: Dalí el 2004, Picasso 2004 - 2005, Rembrandt i Goya el 2006, Impressionistes el 2007, Calder el 2008, Niki de Saint Phalle el 2009, Sorolla el 2010, Diego Rivera el 2011...

## Edifici
L'edifici on s'ubica el Museu és una antiga fàbrica de tabac que té un valor per ell mateix, compta amb el que s'anomena “l'esperit del lloc”. Aquest edifici és el punt de partida per contextualitzar, explicar i transmetre un patrimoni. Entenem aquest patrimoni no només com un conjunt d'objectes amb sentit pel seu significat i la seva utilitat, sinó com a elements testimonials d'una activitat humana. Per això, una part important del nostre Museu està relacionada amb el patrimoni immaterial on els objectes es transformen en un vehicle que ens permet explicar una part d'aquestes vivències.
Una de les conclusions a les quals es va arribar a partir de la recerca prèvia va ser la contínua adaptació dels espais de la fàbrica a la producció. El circuit de la producció industrial dins la fàbrica no segueix la lògica productiva sinó que és fruit d'una adaptació constant al llarg del temps. La ubicació de les màquines depenia més del seu pes i mides, que no pas del seu lloc dins la cadena productiva. A més, es constaten canvis continus en aquesta lògica i processos que es poden dur a terme fora de la fàbrica en moments puntuals (com és el cas de l'elaboració dels cigars). Per aquesta raó, ha estat pràcticament impossible ser fidels a l'aspecte real de la fàbrica en un període concret. A més, aquesta possible fidelitat a l'espai real dificultaria l'elaboració d'un discurs seqüencial entenedor per a l'espectador. Així doncs, s'ha optat per una interpretació de l'espai, conscients de les dificultats “ètiques” que això suposa i que s'ha salvat evidenciant, en tot moment, que no es tracta d'una reconstrucció. El Museu del Tabac s'ubica en dos edificis: la fàbrica vella de Tabacs Reig i un edifici de nova planta.
La fàbrica vella consta de cinc plantes de forma quadrangular que ocupen 114 m2 cadascuna. L'espai és diàfan, obert, només trencat per una columna central. Les escales que comuniquen els diferents pisos són força estretes, escarpades, de graons alts. L'alçada de cada planta és d'entre 2,50 m i 3,30 m. Amb la finalitat de respectar al màxim l'espai antic, s'ha construït un edifici de nova planta on s'ubica la circulació vertical del Museu: ascensor i escales, així com l'entrada i els serveis complementaris i perifèrics del Museu. L'edifici annex contrasta amb la fàbrica vella pel seu caràcter modern, però es vol integrar a l'antiga construcció per mitjà de la repetició d'alguns elements de la façana. La superfície que ocupa és similar a la de la fàbrica vella.